# Flakatjärnen, Västerbotten
Flakatjärnen är en sjö i Vindelns kommun i Västerbotten och ingår i Umeälvens huvudavrinningsområde.